# 多烏布拉瓦河

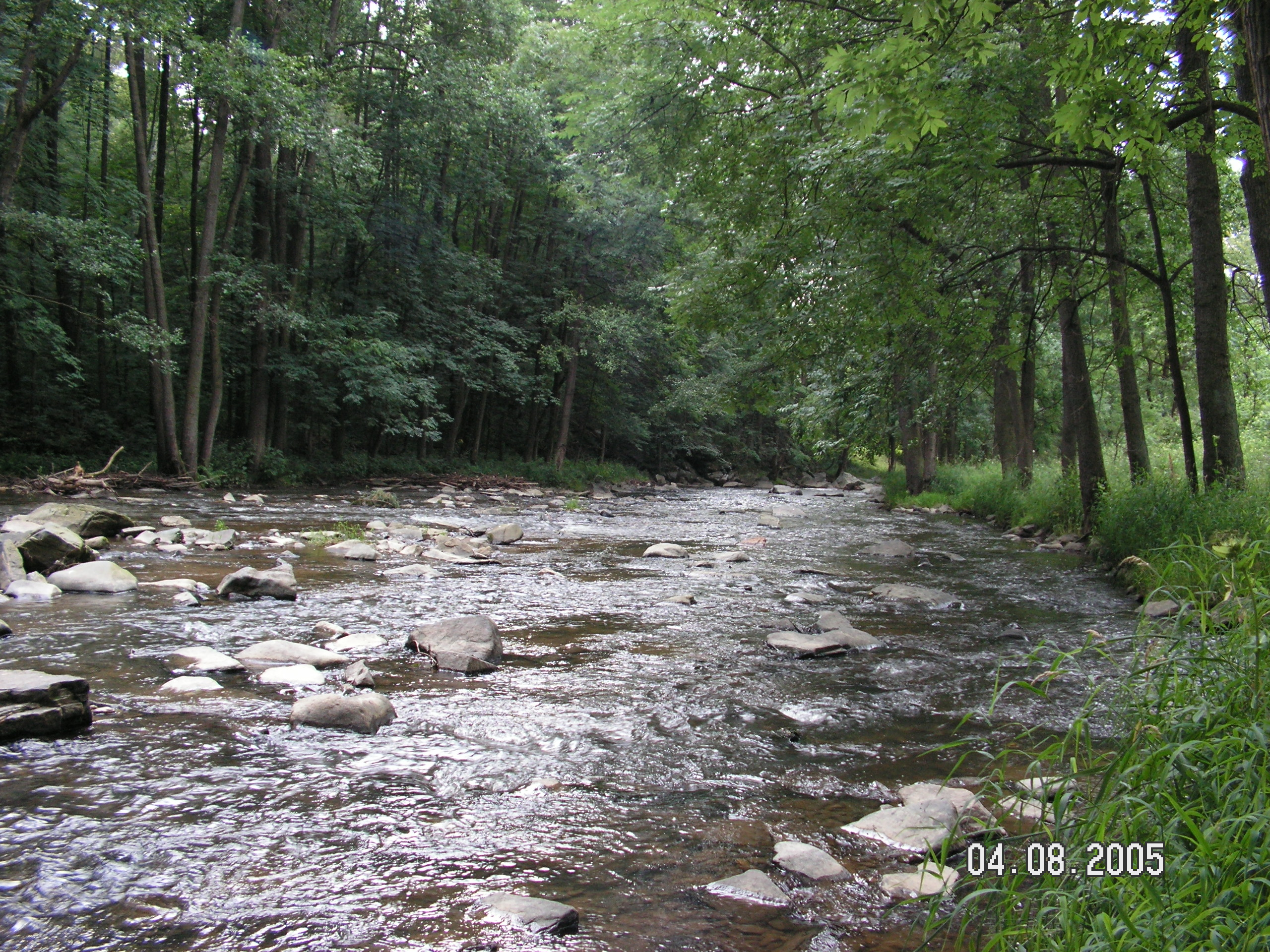

多烏布拉瓦河是捷克的河流，屬於易北河的左支流，河道全長88.34公里，流域面積591.4平方公里，平均流量每秒4.5立方米，河畔城鎮有多烏布拉瓦河畔羅諾夫。